# Mihai Ionescu
Mihai Ionescu, né le 19 novembre 1936 à Ploiești et mort le 19 janvier 2011 à Bucarest, est un footballeur roumain évoluant au poste de gardien de but.

## Biographie
Mihai Ionescu est le gardien de but du FC Petrolul Ploiești de 1960 à 1973. Il y remporte le Championnat de Roumanie en 1966 et la Coupe de Roumanie en 1963. Il fait aussi treize apparitions sous le maillot de l'équipe de Roumanie de football de 1965 à 1966. Il meurt des suites d'une opération à Bucarest à l'âge de 74 ans.

## Palmarès
- Champion de Roumanie en 1966 avec le FC Petrolul Ploiești.
- Vainqueur de la Coupe de Roumanie en 1963 avec le FC Petrolul Ploiești.